# Arri PL
Arri PL (PL für engl. positive lock) ist ein Objektivanschlusssystem zum Einsatz für 16 mm, 35 mm und digitale Kinokameras. In der Regel kommen in der Kinematographie speziell entwickelte Cine-Objektive zum Einsatz.
Der Anschluss wurde von ARRI um 1980 als Nachfolger für den vorherigen, 1965 eingeführten Bajonettverschluss entwickelt, ist allerdings zu älteren Anschlüssen von Arri nicht kompatibel, da er einen größeren Durchmesser besitzt.
Ältere Arri-Anschlusssysteme können mit einem Adapter auf PL angeschlossen werden. Eine Besonderheit ist die Möglichkeit, Objektive in vier verschiedenen, jeweils um 90° gedrehten Orientierungen an der Kamera anzubringen, um so die Bedienelemente und Anzeigen an für die jeweilige Situation optimale Positionen zu bringen.
Der PL-Anschluss hat sich seit seiner Einführung auf der Photokina 1982 erfolgreich etabliert und wird unterstützt von zahlreichen Herstellern von Kinokameras, wie zum Beispiel:
- Arri mit der mechanischen 35-mm-Kamera ARRI 535,
- Aaton mit der mechanischen 35-mm-Kamera Aaton 35 und der mechanischen 16-mm-Kamera Aaton XTR,
- Red Digital Cinema Camera Company mit der digitalen 35-mm-Kamera Red One
- Canon: Cinema EOS Kameras[1]. Die Cinema EOS Kameras werden sowohl mit PL als auch mit EF Anschluss geliefert,
- P+S Technik mit ihrer digitalen 16-mm-Kamera SI-2K und der Weisscam,
- Sony liefert einige CineAlta-Kameras mit PL-Mount, wie die F65 oder die Sony VENICE.

und von Objektivherstellern, wie zum Beispiel:
- Canon:
  - Canon Cinema Objektive[2]. Die Cinema Objektive werden sowohl mit PL als auch mit EF Anschluss geliefert.:
    - 6 Zoomobjektive, die den Bereich von 14,5 bis 1000 mm Brennweite abdecken
    - 6 Objektive mit T1.3 T-Stop bis T3.2 von 14 bis 135 mm Brennweite
- Carl Zeiss:
  - Arri/Zeiss Ultraprimes: 16 Objektive mit T1.9 von 8 bis 180 mm Brennweite für S35[3]
  - Arri/Zeiss Masterprimes; 15 Objektive mit T1.3 von 12 bis 150 mm Brennweite für S35 mm[4]
  - Arri/Zeiss Lightweight Zoom: Zoomobjektiv mit T2.6 im Brennweitenbereich 15,5–45 mm[5]
  - Arri/Zeiss Ultra 16: 9 Objektive mit T1.3 von 6 bis 50 mm Brennweite für Super 16 mm[6]
- Schneider Kreuznach: 6 Objektive 18mm/T1.9, 25mm/T2.2, 35mm/T2.1, 50mm/T2.0, 75mm/T2.0, und 95mm/T2.0 aus dem Kleinbildbereich mit Cine-Fassungen[7]
- Fujinon:
  - Arri/Fujinon Alura: 2 Zoomobjektive mit T2.6 von 18 bis 80 und 45 bis 150 mm Brennweite für S35[8]
  - HD PL-Mount 35: 4 Zoomobjektive
- Angénieux Optimo: 7 Zoomobjektive, z. B. 15–40, 17–80, 24–290 mm Brennweite,[9] und
- Cooke Optics
  - S4/i Prime Lenses: 20 Objektive mit T2 von 12 bis 300 mm Brennweite für S35[10]
  - SK4 Prime Lenses: 3 Objektive mit T2 von 6, 9,5 und 12 mm Brennweite für S16[11]
  - Panchro: 6 Objektive mit T2.8 von 18 bis 100 mm Brennweite für S35[12]
- Leica Summilux C: 10 Objektive mit T1.4 von 16 bis 100 mm Brennweite[13]
- Sony: 3 Objektive mit T2.0 mit 35, 50 und 85 mm Brennweite[14]
- Duclos: Duclos 11-16 mm[15]
- Peleng: Konversion des Peleng 8 mm Fisheye
- Optika-Elite: Eine Reihe von S35- und Super-16-Objektiven, auch mit PL verfügbar[16], und
- Uniq Optics: 6 Objektive mit T1.9 bei 18, 25, 35, 50, 85 und 100 mm Brennweite[17].

Arri-Objektive sind mit einem Montierung (Lens Data Mount) umrüstbar, die elektrisch Informationen zu Objektivwerten an die Kamera liefert und Bestandteil des Lens Data System von Arri ist. Die Variante LDM-1 ist kompatibel mit den meisten Festbrennweiten, LDM-2 mit Objektiven, die einen Zwischenanschluss verwenden (Angénieux, Cooke Zoomobjektive, Zeiss Tessar 300 mm).
35-Millimeter-Adapter ermöglichen es, die Schärfentiefe des 35-mm-Bereiches mit einer herkömmlichen Videokamera zu realisieren, was allerdings mit gewissen Einbußen an Lichtblenden und Schärfe einhergehen kann.

## Technische Daten
- PL
  - Abstand zur Filmebene: 52 mm (51,97 mm bei den ARRI SR high-speed Modellen)
  - Durchmesser: 54 mm

- Maxi PL (bei Arriflex 765)
  - Abstand zur Filmebene: 73,5 mm
  - Durchmesser: 64 mm

- XPL (bei ALEXA65)
  - Abstand zur Filmebene: 60 mm
  - Durchmesser: 72 mm

- LPL (bei ALEXA LF)
  - Abstand zur Filmebene: 44 mm
  - Durchmesser: 62 mm